# Emi Stambolova
Emel Yașar Stambolu (în bulgară Емел Яшар Стамболу), mai cunoscută sub numele de Emi Stambolova, (în bulgară Еми Стамболова; n. 30 iulie 1973, Sviștov, regiunea Veliko Tărnovo, Bulgaria) este o cântăreață bulgară.

## Discografie

### Albume de studio
- Една жена (1993)
- Ела, ела (album) (1994)
- Родена за любов (1995)
- Чакам те (1996)
- Емел (album) (1999)
- Чувства (album) (2001)